# غاليكسيماب
غاليكسيماب هو جسم مضاد وحيد النسيلة مجانس من مضادات منشؤها من الإنسان والمكاك آكل السلطعون (Macaca irus) مصمم لعلاج ورم الخلايا اللمفية البائية.
حتى أيلول 2009 كان ما يزال في التجارب السريرية، لكنه حالياً غير متوفر.

## روابط خارجية
- الموقع الرسمي نسخة محفوظة 6 يوليو 2007 على موقع واي باك مشين.